# Pat Rabbitte
Pat Rabbitte, irl. Pádraic Ó Coinín (ur. 18 maja 1949 w Claremorris) – irlandzki polityk, działacz związkowy i samorządowiec, Teachta Dála, minister, w latach 2002–2007 lider Partii Pracy.

## Życiorys
Ukończył szkołę średnią St Colman's College w rodzinnej miejscowości, następnie studiował m.in. prawo na University College w Galway. W latach 1970–1971 pełnił funkcję przewodniczącego uczelnianej organizacji studenckiej, a od 1972 do 1974 był przewodniczącym ogólnokrajowej organizacji Union of Students in Ireland. Pracował w centrali związkowej Irish Transport and General Workers' Union.
Do 1976 był członkiem Partii Pracy, później działał w komunistycznej Partii Robotniczej, w latach 80. dwukrotnie bez powodzenia kandydował z jej ramienia do Dáil Éireann. W latach 1985–1995 był radnym hrabstwa Dublin, zaś od 1999 do 2003 zasiadał w radzie hrabstwa Dublin Południowy.
Mandat Teachta Dála uzyskał przy trzecim podejściu w 1989 w okręgu wyborczym Dublin South West. W 1992 wraz z grupą deputowanych swojej partii współtworzył nowe ugrupowanie pod nazwą Demokratyczna Lewica. Z jej ramienia w 1992 i 1997 uzyskiwał poselską reelekcję, a w 1999 wraz z nią dołączył do Partii Pracy, powracając tym samym do swojej pierwszej formacji.
Od grudnia 1994 do czerwca 1997 zajmował stanowisko ministra stanu ds. handlu, nauki i technologii. Z ramienia laburzystów w wyborach w 2002, 2007 i 2011 ponownie wybierany do niższej izby irlandzkiego parlamentu. Od października 2002 do sierpnia 2007 pełnił funkcję lidera tego ugrupowania. W marcu 2011 został ministrem komunikacji, energii i bogactw naturalnych w gabinecie Endy Kenny'ego, urząd ten sprawował do lipca 2014. Nie kandydował w wyborach parlamentarnych w 2016.